# Olivera Despina
Maria Olivera Lazarević, även kallad Olivera Despina, död efter 1444, var en serbisk prinsessa, gift med den osmanska sultanen Beyazit I. Som hustru till sultanen kallades hon Olivera Hatun eller Maria Hatun.
Hon var dotter till tsar Lazar Hrebeljanović och Milica Nemanjić. 
Hon gifte sig 1389 med sultanen som ett fredsfördrag efter slaget vid Slaget vid Trastfältet. 
Hon konverterade aldrig till islam. Hon ska ha haft ett stort inflytande över sultanen, något som bedömas ha gynnat hennes land. Efter sin makes död 1403 återvände hon till det serbiska hovet och blev en mecenat för kultur. 